# United Press International
La United Press International (UPI) è un'agenzia d'informazione statunitense fondata nel 1907 da Edward Willis Scripps.

## Storia
La UPI inizialmente era stata fondata come United Press (UP). Inizialmente il servizio era rivolto alla diffusione di notizie su abbonamento, ma, in un secondo momento, ovvero nel 1935 la UP divenne la prima agenzia che forniva informazioni alle stazioni radiotrasmittenti. Fu proprio in questo periodo che l'agenzia, tramite Webb Miller, assunse come apprendista Indro Montanelli, notando i suoi articoli che dal Canada inviava al Paris-Soir, il quotidiano per il quale il giornalista toscano era corrispondente; con l'agenzia egli volle anche fare il cronista della Seconda guerra italo-abissina, ma essa non acconsentì in quanto lui, da italiano, non sarebbe stato imparziale: per questo Montanelli la lasciò per arruolarsi nella suddetta guerra. 
La svolta dell'agenzia si ebbe nel 1958 quando l'UP si fuse con la rivale International News Service (INS) divenendo così l'attuale United Press International. La fusione fra le due agenzie avvenne perché la UP aveva bisogno delle catena di giornali di cui la INS era in possesso e la INS aveva bisogno dell'esperienza pregressa della UPI rispetto alle stazioni radiotrasmittenti. 
Nel 1982 la UPI venne venduta al gruppo Media News Corporation, successivamente venne rivenduta dal suddetto gruppo al gruppo messicano El Sol. Nel 1992 la UPI, sull'orlo del fallimento, venne comprata da Pat Robertson, e successivamente dalla catena di televisioni Middle East Broadcasting, e ancora, nel 2000, dal gruppo News World Communications, di proprietà della Chiesa dell'unificazione del reverendo sudcoreano Sun Myung Moon.